# Orlești
Orlești est une commune roumaine située dans le județ de Vâlcea.